# Шимон Шурмей
Шимон Симха Шурмей (18 червня 1923, Луцьк, Польська Республіка — 16 липня 2014, Варшава, ⁣ Польща) — польський актор, режисер та генеральний директор Державного єврейського театру імені Естер Рахель Камінської та Іди Камінської у Варшаві. Він був директором Варшавського театру єврейською мовою. З липня 2004 року є почесним громадянином Варшави. Член Світового єврейського конгресу.

## Біографія
Шимон Шурмей народився 18 червня 1923 року в Луцьку, Волинське воєводство, в родині поляка Яна Шурмея та єврейської матері Ребекки (Рифки), уродженої Бітерман.
Під час Другої світової війни, після 1941 року, його відправили до трудового табору на Колимі, а потім, через три роки, до подальшого заслання в Джамбул, Казахстан. Перебуваючи в засланні, він здобув свій перший сценічний досвід, граючи, серед інших ролей, у театрі в Алмати, де пройшов акторську підготовку. У 1946 році, насильно виселений з батьківщини, він опинився в нових кордонах Польщі та оселився у Вроцлаві.
Шурмій дебютував як актор у 1951 році в Польському театрі у Вроцлаві. У 1969 році він переїхав до Варшави, де став генеральним директором Єврейського театру. Шимон Шурмей був членом та активістом різних єврейських організацій у Польщі та світі.
Він був членом Національної ради Патріотичного руху за національне відродження. У липні 1984 року він був членом Громадського комітету зі святкування 40-ї річниці Польської Народної Республіки у Варшаві.  З 13 жовтня 1985 року по 3 червня 1989 року — член Сейму Польської Народної Республіки 9-го скликання. На той час він обіймав посаду заступника голови Комітету Сейму з питань культури. У 1986 році він став головою Головної ради Соціально-культурного товариства євреїв Польщі. З 1986 по 1987 рік він був членом Національної ради з питань культури. На виборах 1989 року він балотувався на місце в парламенті за національним списком, але програв, отримавши 48% голосів по всій країні. У 2001 році він балотувався до Сенату від коаліції Альянсу демократичних лівих – Профспілок у Варшавському окрузі, отримавши 182 838 голосів. Знову не зміг отримати місце. У 2000 році він залишив відбиток своєї долоні на Алеї зірок у Мендзиздрої.
У 2007 році польська письменниця Кристина Гуцевич-Пжибора написала біографію Шурмея. Шимон Шурмей помер 16 липня 2014 року у Варшаві.

## Особисте життя
Шимон Шурмей був головою багатопоколінної акторської родини. Його першою дружиною була російська танцівниця та хореограф Аїда, уроджена Шашкіна (1925–2005), з якою він познайомився в Радянському Союзі. З нею у нього було двоє дітей: Ян (1946–2024) та Гелена (нар. 1947). Цей шлюб закінчився розлученням через кілька років. З другою дружиною Євою (померла 2016 року) у нього була дочка Малгожата (1951–2016),  яка вийшла заміж за Кшиштофа Краузе. Цей шлюб із Шимоном Шурмеєм також закінчився розлученням. Його останньою дружиною була акторка Єврейського театру Голда Тенцер (нар. 1949), з якою у нього народився син Давід (нар. 1985). Його онуками є актори Йоанна Шурмей-Ржанчинська (нар. 1975) та Якуб Шурмей.

## Зовнішні посилання
- Шимон Шурмей на сайті IMDb (англ.)